# NGC 2785
NGC 2785 je galaksija u zviježđu Risu.

## Vanjske poveznice
- SEDS: NGC 2785